# Торо оливковий
То́ро оливковий (Phyllastrephus baumanni) — вид горобцеподібних птахів родини бюльбюлевих (Pycnonotidae). Мешкає в Західній Африці.

## Поширення і екологія
Оливкові торо поширені від західної Гвінеї і Сьєрра-Леоне до західного Камеруну. Вони живуть в сухих саванах, вологих тропічних лісах і чагарникових заростях на висоті від 500 до 1000 м над рівнем моря